# John Roberson
John Roberson (Kansas City, Kansas, 28 de octubre de 1988) es un jugador de baloncesto estadounidense con pasaporte bosnio que pertenece a la plantilla del Al Ahly de la Egyptian Premier League. Con 1,80 metros de estatura, juega en la posición de base.

## Trayectoria deportiva
Es un jugador formado en su periplo universitario en los Texas Tech Red Raiders y tras no ser drafteado en 2011, Roberson firmaría por una temporada por el Zlatorog Lasko esloveno.
En 2012, jugaría hasta en 4 equipos diferentes, primero en la ABA con los South Carolina Gamecocks, en Ecuador en el Club ComuniKT y en Suiza en las filas del Monthey, antes de jugar en el Södertälje Kings durante dos temporadas.
Tras una experiencia en el baloncesto húngaro y regreso al Södertälje Kings durante la temporada 2014-15, en la siguiente temporada se compromete con el Élan Sportif Chalonnais francés.
En junio de 2017, firma con ASVEL Basket Villeurbanne un contrato por dos temporadas. El base con 28 años procedece de Chalon-sur-Saone, con el que promediaría 16.1 puntos con un 43.1% de acierto en tiros de 3 puntos, 91.1% en tiros libres y 6.6 asistencias en 44 partidos de la liga francesa, con el que ganaría la Liga PRO A francesa y alcanzaría la final de la FIBA Europe Cup.
En 27 de diciembre de 2017 batió el récord absoluto de triples en un partido de la Eurocup, con 11 (en 16 intentos) ante el Herbalife Gran Canaria, acabando con 42 puntos.
Durante la temporada 2019/20, Roberson estuvo a caballo entre Australia y Turquía. En el conjunto del Galatasaray el organizador promedió 10'5 puntos y 4'8 asistencias en 25 minutos de juego.
En julio de 2020, firma por el Club Baloncesto Estudiantes de la Liga Endesa.
El 20 de agosto de 2021, firma por el SIG Strasbourg de la Pro A francesa.
El 30 de junio de 2022 fichó por el Manisa BB de la Basketbol Süper Ligi turca.
En septiembre de 2024 firmó con el Al Ahly de la Premier League de baloncesto egipcia.

### Selección nacional
En septiembre de 2022 disputó con el combinado absoluto bosnio-herzegovino el EuroBasket 2022, finalizando en decimoctava posición.